# Subdivisões da Gronelândia

Municípios da Gronelândia (2018).

Administrativamente, a Gronelândia está dividida desde 2018 em cinco municípios: Avannaata, Kujalleq, Qeqertalik, Qeqqata e Sermersooq, nos quais existem 17 cidades (byer) e 54 localidades (bygder).

O gigantesco Parque Nacional do Nordeste da Gronelândia não pertence a nenhum deles, sendo uma área não-incorporada.                                                                                                                                    A Base Espacial de Pituffik (Pituffik Space Base) localiza-se num enclave no município de Avannaata, e também não pertence a nenhum dos municípios.

| Comuna     | Sede      | Superficie  | População   | Mapa | Localidades principais                                       |
| ---------- | --------- | ----------- | ----------- | ---- | ------------------------------------------------------------ |
| Avannaata  | Ilulissat | 522 700 km² | 11 000 hab  |      | Ilulissat · Qaanaaq · Upernavik · Uummannaq                  |
| Kujalleq   | Qaqortoq  | 32 000 km²  | 6 500 hab.  |      | Nanortalik · Narsaq · Qaqortoq                               |
| Qeqertalik | Aasiaat   | 62 400 km²  | 6 500 hab.  |      | Aasiaat · Kangaatsiaq · Qasigiannguit · Qeqertarsuaq         |
| Qeqqata    | Sisimiut  | 115 500 km² | 10 000 hab. |      | Maniitsoq · Sisimiut                                         |
| Sermersooq | Nuuk      | 531 900 km² | 23 500 hab. |      | Ittoqqortoormiit · Nuuk · Kangilinnguit · Paamiut · Tasiilaq |

FONTES:

## Os municípios

### Avannaata
Avannaata (em groenlandês/gronelandês:  Avannaata Kommunia) é município gronelandês desde 1 de janeiro de 2018. Consiste na maior parte do antigo município de de Qaasuitsup. A população é de cerca de 10 908 (2022). 

### Kujalleq
Kujalleq (em groenlandês/gronelandês:  Kommune Kujalleq) é município gronelandês desde 1 de Janeiro de 2009. Inclui os antigos municípios de Nanortalik, Narsaq, e Qaqortoq. A população é de 7 755 (em Janeiro de 2008). 

### Qeqertalik
Qeqertalik (em groenlandês/gronelandês:  Kommune Qeqertalik) é município gronelandês desde 1 de janeiro de 2018. Consiste em parte menor do antigo município de de Qaasuitsup. A população é de cerca de 6 500. 

### Qeqqata
Qeqqata (em groenlandês/gronelandês:  Qeqqata Kommunia) é município gronelandês desde 1 de Janeiro de 2009. Consiste nos antigos municípios do oeste de Maniitsoq e Sisimiut, e da antiga área não-incorporada de Kangerlussuaq. Recebeu o seu nome por estar no centro do país. A população é de 9 627 (em Janeiro de 2008). O centro administrativo municipal é Sisimiut. 

### Sermersooq
Sermersooq (em groenlandês/gronelandês:  Kommuneqarfik Sermersooq) é município gronelandês desde 1 de Janeiro de 2009. É onde fica a capital da ilha, Nuuk, e é o mais habitado. A população é de 20 998 (em Janeiro de 2008). Inclui os antigos municípios de  Ammassalik, Ittoqqortoormiit, Ivittuut, Nuuk e Paamiut. 

## Antiga divisão administrativa (até 2009)
Administrativamente, a Gronelândia consistia em três condados (Amt): Kitaa/Vestgrønland (Gronelândia Ocidental), Tunu/Østgrønland (Gronelândia Oriental) e Avannaa/Nordgrønland (Gronelândia Setentrional). Kitaa tinha 15 municípios; Tunu 2 e Avannaa apenas 1. O enorme Parque Nacional do Nordeste da Gronelândia pertencia a ambas a Gronelândia Oriental e Gronelândia Setentrional, mas não fazia parte de nenhum município. A Base aérea de Thule (Pituffik) situava-se num enclave do município de Qaanaaq não pertencia igualmente a nenhum município.

### Kitaa(Gronelândia Ocidental)
- Municípios da parte sul: Nanortalik, Qaqortoq, Narsaq e Ivittuut
- Municípios da parte central: Paamiut, Nuuk, Maniitsoq e Sisimiut
- Municípios da parte norte: Kangaatsiaq, Aasiaat, Qasigiannguit, Ilulissat, Qeqertarsuaq, Uummannaq, Upernavik e Parque Nacional do Nordeste da Gronelândia (pequena parte, e não incorporado)

### Tunu(Gronelândia Oriental)
- Ammassalik, Ittoqqortoormiit e Parque Nacional do Nordeste da Gronelândia (somente a parte sul, e não incorporado)

### Avannaa(Gronelândia Setentrional)
- Municípios de Qaanaaq, Base aérea de Thule (Pituffik) e Parque Nacional do Nordeste da Gronelândia (somente a parte norte, e não incorporado)

## Cidades da Groenlândia
Existem 13 localidades com mais de 1000 habitantes (2024). A capital Nuuk tem uns 19.880 habitantes, a segunda cidade - Sisimiut - conta com uns 5.412, e a terceira - Ilulissat - 4.963. 
| Posicão | Populacão | Nome          | Antigo nome                   | Município  |
| ------- | --------- | ------------- | ----------------------------- | ---------- |
| 1       | 19.880    | Nuuk          | Godthåb Godthaab Neu-Herrnhut | Sermersooq |
| 2       | 5.412     | Sisimiut      | Holsteinsborg                 | Qeqqata    |
| 3       | 4.963     | Ilulissat     | Jakobshavn                    | Avannaata  |
| 4       | 3.047     | Qaqortoq      | Julianehåb Julianehaab        | Kujalleq   |
| 5       | 2.951     | Aasiaat       | Egedesminde                   | Qeqertalik |
| 6       | 2.547     | Maniitsoq     | Nye-Sukkertoppen Sukkertoppen | Qeqqata    |
| 7       | 1.829     | Tasiilaq      | Ammassalik Angmagssalik       | Sermersooq |
| 8       | 1.383     | Uummannaq     | Omenak                        | Avannaata  |
| 9       | 1.285     | Narsaq        | Nordprøven                    | Kujalleq   |
| 10      | 1.193     | Paamiut       | Frederikshåb Frederikshaab    | Sermersooq |
| 11      | 1.101     | Nanortalik    | Nennortalik                   | Kujalleq   |
| 12      | 1.064     | Upernavik     | —                             | Avannaata  |
| 13      | 1.015     | Qasigiannguit | Christianshåb Christianshaab  | Qeqertalik |